# 最佳新人獎 (金音獎)
金音創作獎最佳新人獎是由文化部影視及流行音樂產業局在臺灣舉辦的現行頒發獎項，創始於2010年第1屆中就所設立的「最佳新人（團）獎」。2020年第11屆該獎項再更名為「最佳新人獎」。

## 歷屆得獎暨入圍名單
|  | 獲獎者 |

### 最佳新人（團）獎（第1屆～第10屆）
| 年份 （屆次）   | 入圍作品                                            |
| --------------- | --------------------------------------------------- |
| 2010 （第1屆）  | 曾雅君／《Yachun Asta Tzeng 曾雅君》                |
| 2010 （第1屆）  | 猴子飛行員／《My Guitar》                           |
| 2010 （第1屆）  | 黃士勛／《我小時候是嬉皮》                          |
| 2010 （第1屆）  | 神棍樂團／《萬佛朝宗》                              |
| 2010 （第1屆）  | 女孩與機器人／《兩吋半舞曲》                        |
| 2011 （第2屆）  | 溫尹嫦／《河壩》                                    |
| 2011 （第2屆）  | 馬克白／《3 songs》                                 |
| 2011 （第2屆）  | 陳修澤／《沒有的 啊》                               |
| 2011 （第2屆）  | 盪在空中／《一大片的風景》                          |
| 2011 （第2屆）  | 沉默之音／《沉默之音》                              |
| 2012 （第3屆）  | Doodle／《Sacrifice in Despair》                    |
| 2012 （第3屆）  | 吳南穎／《我只是吳南穎》                            |
| 2012 （第3屆）  | 卡到音即興樂團／《四字成語》                        |
| 2012 （第3屆）  | 蘇珮卿／《格格不入》                                |
| 2012 （第3屆）  | 棋盤上的空格／《Quarrel》                           |
| 2013 （第4屆）  | 蘇郁涵／《孤獨飛行》                                |
| 2013 （第4屆）  | 火燒島／《若是有一蕊號作正義的花》                  |
| 2013 （第4屆）  | 大象體操／《平衡》                                  |
| 2013 （第4屆）  | 白安／《麥田捕手》                                  |
| 2013 （第4屆）  | 葛仲珊／《Knock Out 葛屁》                          |
| 2013 （第4屆）  | 昏鴉／《寓言式的深黑色風景》                        |
| 2014 （第5屆）  | 康愷哲／《詞曲作者》                                |
| 2014 （第5屆）  | 槍擊潑辣／《惑众 HUOZHONG》                         |
| 2014 （第5屆）  | Skyline 天際線融合爵士樂團／《城市翱翔 City Glide》 |
| 2014 （第5屆）  | 師子吼／《八萬四千分之一》                          |
| 2014 （第5屆）  | 陳建瑋／《30出頭》                                  |
| 2015 （第6屆）  | 熊仔／《熊仔》                                      |
| 2015 （第6屆）  | 柯泯薰／《遊︱樂 不覺得自己在自己的身體裡》         |
| 2015 （第6屆）  | 黃瑋傑／《天光。日》                                |
| 2015 （第6屆）  | 林瑪黛／《房間裡的動物》                            |
| 2015 （第6屆）  | 夕陽武士／《日出》                                  |
| 2016 （第7屆）  | 草東沒有派對／《醜奴兒》                            |
| 2016 （第7屆）  | 椅子樂團／《Cheers!Land》                           |
| 2016 （第7屆）  | 嬉班子／《那些非洲人教我的事》                      |
| 2016 （第7屆）  | 李英宏／《台北直直撞》                              |
| 2016 （第7屆）  | The Tic Tac／《正常的生活》                         |
| 2016 （第7屆）  | 巴賴／《古老的透明》                                |
| 2016 （第7屆）  | 鹿比 ∞ 吠陀／《重力與恩寵》                         |
| 2017 （第8屆）  | 十九兩樂團／《年度愛情鉅獻》                        |
| 2017 （第8屆）  | 二本貓／《光亮徬徨的閃耀年紀》                      |
| 2017 （第8屆）  | J.Sheon／《街巷 同名專輯》                          |
| 2017 （第8屆）  | 美秀集團／《SOUND CHECK》                           |
| 2017 （第8屆）  | 馬詠恩與農男樂團／《看月亮 Sadu Kata Buan》         |
| 2017 （第8屆）  | 李權哲／《醒著不醉 Stay Sober》                     |
| 2018 （第9屆）  | 告五人／《迷霧之子》                                |
| 2018 （第9屆）  | 無妄合作社／《逃脫時間的鎖 Escape from Freedom》    |
| 2018 （第9屆）  | 呂士軒／《呂士軒 Trout Fresh 誤入奇途》             |
| 2018 （第9屆）  | 黃宇韶／《Small Deer》                              |
| 2018 （第9屆）  | 老王樂隊／《吾十有五而志於學》                      |
| 2019 （第10屆） | 百合花／《燒金蕉》                                  |
| 2019 （第10屆） | The Fur.／《Town》                                  |
| 2019 （第10屆） | 知更／《劉庭佐》                                    |
| 2019 （第10屆） | ØZI／《ØZI-ØZI The Album》                          |
| 2019 （第10屆） | Karencici／《SHA YAN》                              |
| 2019 （第10屆） | 柔米／《新的。人。事物》                            |
| 2019 （第10屆） | 傻子與白痴／《夜長夢少》                            |

### 最佳新人獎（第11屆～至今）
| 年份 （屆次）   | 入圍作品                             |
| --------------- | ------------------------------------ |
| 2020 （第11屆） | 9m88／《平庸之上 Beyond Mediocrity》 |
| 2020 （第11屆） | 羅妍婷／《葉片之上 Epiphyllum》      |
| 2020 （第11屆） | 熱寫生／《豆皮少年》                 |
| 2020 （第11屆） | YELLOW／《馬戲團》                   |
| 2020 （第11屆） | Mong Tong 夢東／《Mystery 秘神》     |
| 2020 （第11屆） | 持修／《房間裡的大象》               |
| 2021 （第12屆） | wannasleep／《裸雀》                 |
| 2021 （第12屆） | 石青羅林／《青 Green》               |
| 2021 （第12屆） | 緩緩／《水可以去任何地方》           |
| 2021 （第12屆） | žž瑋琪／《ž ž》                      |
| 2021 （第12屆） | 魯千千／《行》                       |
| 2021 （第12屆） | FORMOZA／《超嬰格式化》              |
| 2022 （第13屆） | LÜCY／《LÜCY》                       |
| 2022 （第13屆） | 珂拉琪／《MEmento・MORI》            |
| 2022 （第13屆） | 黃瑋昕／《LOVE MAZE》                |
| 2022 （第13屆） | Robot Swing／《SYSTEM BOOTING...》   |
| 2022 （第13屆） | 雷擎／《Dive & Give》                |
| 2023 （第14屆） | 鶴 The Crane／《TALENT》             |
| 2023 （第14屆） | WADE DAO／《A WILD DANCE OF FLAME》  |
| 2023 （第14屆） | 凹與山／《凹與山》                   |
| 2023 （第14屆） | 盧思蒨／《我大盧思蒨》               |
| 2023 （第14屆） | Abus／《ABUS》                       |
| 2023 （第14屆） | MANDARK／《BADA88》                  |
| 2024 （第15屆） | 阿跨面／《心》                       |
| 2024 （第15屆） | Plutato／《Pluto Potato》            |
| 2024 （第15屆） | Makav 真愛／《寶藏Treasure》         |
| 2024 （第15屆） | 邱淑蟬／《繭的形狀》                 |
| 2024 （第15屆） | Flowstrong／《Study (of) Breaks》    |
| 2024 （第15屆） | Andr／《Hidden Card 藏招》           |

## 外部連結
- 2024第十五屆金音創作獎官方網站
- 歷屆金音創作獎得獎入圍名單 （页面存档备份，存于），文化部影視及流行音樂產業局